# 三竹康太
三竹 康太（みたけ こうた、1996年4月28日 - ）は、ラグビーユニオン選手。ジャパンラグビーリーグワンのリコーブラックラムズ東京に所属している。

## 略歴
2015年、大阪桐蔭高校卒業後、立命館大学に入る。
2019年、近鉄ライナーズ(現・花園近鉄ライナーズ)に加入。同年11月17日に行われたトップチャレンジリーグ第1節清水建設ブルーシャークス戦に途中出場で公式戦初出場を果たす。
2025年5月、花園近鉄ライナーズを退団。
2025年7月、リコーブラックラムズ東京に加入。